# Krasnoznamensk, Regiunea Kaliningrad
Krasnoznamensk (ru. Краснозна́менск) este un oraș din Regiunea Kaliningrad, Federația Rusă și are o populație de 3.751 locuitori.